# مداراة
المداراة خُلُق وصفة محمودة، وبها وعليها تقوم وتستمر الكثير من العلاقات الإنسانية. فالبشر يعيشون ضمن مجتمعات، يتفاعل بعضهم مع بعض، وتتداخل حياتهم فيما بينهم، مما يقتضي تضاربًا في المصالح والرغبات، فتؤمن المداراة وسيلةً لتخطي شيئاً من هذا التضارب، فلولا مداراة الناس بعضهم بعضًا، لتقطعت أو توترت العلاقات والأواصر الأسرية، والاجتماعية والإنسانية، ولفشلت محاولات التعاون والترابط في كل أو كثير من الأعمال والنشاطات.
والمدرارة في اللغة: مصدر دارى، يقال: داريته مداراة: لاطفته ولاينته، ومداراة الناس: أي ملاينتهم وحسن صحبتهم واحتمالهم؛ لئلا ينفروا عنك.
واصطلاحا: قال ابن بطال: (المدَاراة: خفض الجناح للناس، ولين الكلام وترك الإغلاظ لهم في القول).
وقال ابن حجر: (المراد به الدفع برفق).

## المداراة في أقوال بعض العلماء
- قال الحسن البصري: (كانوا يقولون: المدَاراة نصف العقل، وأنا أقول هي العقل كلُّه).[4]

- وقال معاوية : (لو أنَّ بيني وبين الناس شعرة ما انقطعت، قيل: وكيف؟ قال: لأنهم إن مدُّوها خلَّيتها، وإن خلَّوْا مددتها).[5]
- وعن عمر بن الخطاب قال: (خالطوا الناس بالأخلاق، وزايلوهم بالأعمال).[6]
- وقال محمد بن السماك: (من عرف الناس داراهم، ومن جهلهم ماراهم، ورأس المدَاراة ترك المماراة).[7]
- وقال عبد الله بن مسعود: (خالط الناس وزايلهم، ودينك لا تُكْلِمنَّه).[7]
- وعن وهيب بن الورد قال: ( قلت لوهب بن مُنبِّه: إني أريد أن أعتزل الناس. فقال لي: لا بدَّ لك من الناس وللناس منك؛ لك إليهم حوائج، ولهم إليك حوائج، ولكن كن فيهم أصم سميعًا، أعمى بصيرًا، سكوتًا نطوقًا).[8]

## الفرق بين المدَاراة والمداهنة
- قال القرطبي في الفرق بينهما: أنَّ المدَاراة: بذل الدنيا لصلاح الدنيا أو الدين أو لهما معًا، وهي مباحة وربما استحبت. والمداهنة: ترك الدين لصلاح الدنيا.[9]
- وقال أبو حاتم: الواجب على العاقل أن يلزم المدَاراة مع من دفع إليه في العشرة، من غير مقارفة المداهنة، إذ المدَاراة من المداري صدقة له، والمداهنة من المداهن تكون خطيئة عليه، والفصل بين المدَاراة والمداهنة هو أن يجعل المرء وقته في الرياضة؛ لإصلاح الوقت الذي هو له مقيم، بلزوم المدَاراة من غير ثلم في الدين من جهة من الجهات، فمتى ما تخلَّق المرء بخلق، شابه بعض ما كره الله منه في تخلقه فهذا هو المداهنة؛ لأنَّ عاقبتها تصير إلى قلٍّ، ويلازم المدَاراة؛ لأنها تدعو إلى صلاح أحواله.[10]
- وقال ابن بطال: (المدَاراة مندوب إليها، والمداهنة محرمة، والفرق أنَّ المداهنة من الدهان وهو الذي يظهر على الشيء ويستر باطنه، وفسَّرها العلماء بأنها معاشرة الفاسق، وإظهار الرضا بما هو فيه من غير إنكار عليه، والمدَاراة هي الرفق بالجاهل في التعليم، وبالفاسق في النهي عن فعله، وترك الإغلاظ عليه حيث لا يظهر ما هو فيه، والإنكار عليه بلطف القول والفعل، ولا سيما إذا احتيج إلى تألفه ونحو ذلك).[11]
- وقال الغزالي: (الفرق بين المدَاراة والمداهنة بالغرض الباعث على الإغضاء؛ فإن أغضيت لسلامة دينك، ولما ترى من إصلاح أخيك بالإغضاء، فأنت مدار، وإن أغضيت لحظِّ نفسك، واجتلاب شهواتك، وسلامة جاهك فأنت مداهن).[12]

## شواهد المداراة في القرآن
قال تعالى: ﴿ادْعُ إِلَى سَبِيلِ رَبِّكَ بِالْحِكْمَةِ وَالْمَوْعِظَةِ الْحَسَنَةِ وَجَادِلْهُمْ بِالَّتِي هِيَ أَحْسَنُ إِنَّ رَبَّكَ هُوَ أَعْلَمُ بِمَنْ ضَلَّ عَنْ سَبِيلِهِ وَهُوَ أَعْلَمُ بِالْمُهْتَدِينَ ۝١٢٥﴾ [النحل:125] وقال سبحانه: ﴿اذْهَبَا إِلَى فِرْعَوْنَ إِنَّهُ طَغَى ۝٤٣ فَقُولَا لَهُ قَوْلًا لَيِّنًا لَعَلَّهُ يَتَذَكَّرُ أَوْ يَخْشَى ۝٤٤ قَالَا رَبَّنَا إِنَّنَا نَخَافُ أَنْ يَفْرُطَ عَلَيْنَا أَوْ أَنْ يَطْغَى ۝٤٥ قَالَ لَا تَخَافَا إِنَّنِي مَعَكُمَا أَسْمَعُ وَأَرَى ۝٤٦ فَأْتِيَاهُ فَقُولَا إِنَّا رَسُولَا رَبِّكَ فَأَرْسِلْ مَعَنَا بَنِي إِسْرَائِيلَ وَلَا تُعَذِّبْهُمْ قَدْ جِئْنَاكَ بِآيَةٍ مِنْ رَبِّكَ وَالسَّلَامُ عَلَى مَنِ اتَّبَعَ الْهُدَى ۝٤٧﴾ [طه:43–47]
- قال ابن كثير: (هذه الآية فيها عبرة عظيمة، وهو أن فرعون في غاية العتو والاستكبار، وموسى صفوة الله من خلقه إذ ذاك، ومع هذا أُمر ألا يخاطب فرعون إلا بالملاطفة واللين).[13]

وقال تعالى:  ﴿وَاذْكُرْ فِي الْكِتَابِ إِبْرَاهِيمَ إِنَّهُ كَانَ صِدِّيقًا نَبِيًّا ۝٤١ إِذْ قَالَ لِأَبِيهِ يَا أَبَتِ لِمَ تَعْبُدُ مَا لَا يَسْمَعُ وَلَا يُبْصِرُ وَلَا يُغْنِي عَنْكَ شَيْئًا ۝٤٢ يَا أَبَتِ إِنِّي قَدْ جَاءَنِي مِنَ الْعِلْمِ مَا لَمْ يَأْتِكَ فَاتَّبِعْنِي أَهْدِكَ صِرَاطًا سَوِيًّا ۝٤٣ يَا أَبَتِ لَا تَعْبُدِ الشَّيْطَانَ إِنَّ الشَّيْطَانَ كَانَ لِلرَّحْمَنِ عَصِيًّا ۝٤٤ يَا أَبَتِ إِنِّي أَخَافُ أَنْ يَمَسَّكَ عَذَابٌ مِنَ الرَّحْمَنِ فَتَكُونَ لِلشَّيْطَانِ وَلِيًّا ۝٤٥ قَالَ أَرَاغِبٌ أَنْتَ عَنْ آلِهَتِي يَا إِبْرَاهِيمُ لَئِنْ لَمْ تَنْتَهِ لَأَرْجُمَنَّكَ وَاهْجُرْنِي مَلِيًّا ۝٤٦ قَالَ سَلَامٌ عَلَيْكَ سَأَسْتَغْفِرُ لَكَ رَبِّي إِنَّهُ كَانَ بِي حَفِيًّا ۝٤٧﴾ [مريم:41–47]
- قال السعدي: (وفي هذا من لطف الخطاب ولينه، ما لا يخفى، فإنه لم يقل: يا أبت أنا عالم، وأنت جاهل. أو: ليس عندك من العلم شيء. وإنما أتى بصيغة تقتضي أنَّ عندي وعندك علمًا، وأنَّ الذي وصل إليَّ لم يصل إليك ولم يأتك، فينبغي لك أن تتبع الحجة وتنقاد لها).[14]

## شواهد المداراة من السنة النبوية
- عن عروة بن الزبير، أنَّ عائشة بنت أبي بكر أخبرته أنَّه استأذن على النَّبي صلى الله عليه وسلم رجل، فقال صلى الله عليه وسلم: (ائذنوا له، فبئس ابن العشيرة أو بئس أخو العشيرة. فلما دخل ألان له الكلام. فقلت له: يا رسول الله، قلت ما قلت، ثم ألنت له في القول. فقال: أي عائشة، إنَّ شرَّ الناس منزلةً عند الله من تركه- أو ودعه- الناس اتقاء فحشه)).[15]

(أي لأجل قبح فعله وقوله، أو لأجل اتقاء فحشه، أي: مجاوزة الحدِّ الشرعي قولًا أو فعلًا، وهذا أصل في ندب المدَاراة إذا ترتب عليها دفع ضرٍّ، أو جلب نفع، بخلاف المداهنة فحرامٌ مطلقًا، إذ هي بذل الدين لصلاح الدنيا، والمدَاراة بذل الدنيا لصلاح دين أو دنيا، بنحو رفقٍ بجاهلٍ في تعليم، وبفاسقٍ في نهيٍ عن منكر، وترك إغلاظ وتألُّف، ونحوها مطلوبةٌ محبوبةٌ إن ترتب عليها نفع، فإن لم يترتب عليها نفع، بأن لم يتقِ شرَّه بها كما هو معروف في بعض الأنام فلا تشرع).
- ويقول النبي محمد: استوصوا بالنساء خيرًا؛ فإنهنَّ خلقن من ضِلع، وإنَّ أعوج شيء في الضلع أعلاه، فإن ذهبت تقيمه كسرته، وإن تركته لم يزل أعوج، فاستوصوا بالنساء خيرًا.[17]

قال ابن حجر: (وفي الحديث المندوب إلى المدَاراة لاستمالة النفوس، وتألف القلوب، وفيه سياسة النساء بأخذ العفو منهنَّ، والصبر على عوجهنَّ، وأنَّ من رام تقويمهنَّ فاته الانتفاع بهن، مع أنه لا غنى للإنسان عن امرأة يسكن إليها، ويستعين بها على معاشه، فكأنَّه قال: الاستمتاع بها لا يتمُّ إلا بالصبر عليها).
- ويقول النبي محمد: ((يا أيها الناس اتقوا الله، وإنْ أُمِّر عليكم عبد حبشي مجدَّع، فاسمعوا له وأطيعوا، ما أقام لكم كتاب الله)).[19]

قال المباركفوري: (فيه حثٌّ على المدَاراة، والموافقة مع الولاة، وعلى التحرز عما يثير الفتنة، ويؤدي إلى اختلاف الكلمة).